# (31880) 2000 FW12
2000 FW12 (asteroide 31880) é um asteroide da cintura principal. Possui uma excentricidade de 0.20532780 e uma inclinação de 3.79140º.
Este asteroide foi descoberto no dia 29 de março de 2000 por LINEAR em Socorro.